# Melanie Stone
Melanie Stone (Sacramento, California, Estados Unidos, 21 de marzo de 1988) es una actriz y productora de cine y televisión conocida por interpretar a Marek, el personaje principal de la saga fílmica de fantasía Mythica en sus cinco películas, además de por protagonizar la serie de ciencia ficción We're Alive: Frontier.

## Carrera
Stone debutó en la pantalla grande con el papel de Liz en la película de misterio No Precedence de 2011. Posteriormente apareció en las películas Christmas for a Dollar (2013), Survivor (2014) y The Christmas Dragon (2014).
Su primer papel principal llegó el año 2014 cuando interpretó a Marek, la protagonista de la película de acción y fantasía Mythica: A Quest for Heroes, donde compartió escena junto a Adam Johnson, Jake Stormoen, Nicola Posener y Christopher Robin Miller. El éxito de la película vio lanzamientos de secuelas, y Stone trabajó en las cuatro películas siguientes: Mythica: The Darkspore (2015), Mythica: The Necromancer (2015), Mythica: The Iron Crown (2016) y Mythica: The Godslayer (2016).
En 2018 trabajó en la película Little Women, protagonizada por Sarah Davenport, Lea Thompson y Allie Jennings. El mismo año fue parte del elenco principal de la serie de televisión We're Alive: Frontier. En 2021 protagonizó, escribió y produjo el telefilme Love, Lost & Found.
Con más de treinta créditos en películas para la televisión y colaboradora recurrente del director John Lyde, Stone protagonizó en 2022 junto a Joseph Winter la aclamada cinta de terror y comedia Deadstream.

## Filmografía

### Cine
| Año  | Título                               | Personaje      | Director(a)                    |
| ---- | ------------------------------------ | -------------- | ------------------------------ |
| 2011 | No Precedence                        | Liz            | Mason Stoddard                 |
| 2013 | Christmas for a Dollar               | Helen          | John Lyde                      |
| 2014 | Survivor                             | Hayley         | John Lyde                      |
| 2014 | One Shot                             | Madre de Mirra | John Lyde                      |
| 2014 | The Christmas Dragon                 | Saerwen        | John Lyde                      |
| 2014 | Mythica: A Quest for Heroes          | Marek          | Anne K. Black                  |
| 2015 | Mythica: The Darkspore               | Marek          | Anne K. Black                  |
| 2015 | Waffle Street                        | Estudiante     | Eshom Nelms y Ian Nelms        |
| 2015 | Miracle Maker                        | Lily Booth     | John Lyde                      |
| 2015 | Riot                                 | Kat            | John Lyde                      |
| 2015 | Mythica: The Necromancer             | Marek          | A. Todd Smith                  |
| 2016 | Mythica: The Iron Crown              | Marek          | John Lyde                      |
| 2016 | Nocturne                             | Vi             | Stephen Shimek                 |
| 2016 | Mythica: The Godslayer               | Marek          | John Lyde                      |
| 2017 | Chasing Shadows                      | Julie          | Mason Stoddard                 |
| 2018 | Little Women                         | Meg            | Clare Niederpruem              |
| 2020 | Retreat to Paradise                  | Ellie Vaughn   | Brian Brough                   |
| 2020 | Scarlett                             | Scarlett       | John Lyde                      |
| 2021 | Cupid for Christmas                  | Ruby           | Blayne Weaver                  |
| 2022 | Deadstream                           | Chrissy        | Joseph Winter y Vanessa Winter |
| 2022 | V/H/S/99 (segmento To Hell And Back) | Mabel          | Joseph Winter y Vanessa Winter |
| TBA  | He's Dead & So Am I                  | Sandra Marquez | Gabe Casdorph y Gabe Martinez  |

### Televisión
| Año       | Título                    | Personaje         | Notas                      |
| --------- | ------------------------- | ----------------- | -------------------------- |
| 2016      | In the End: Sketch Comedy | Scavenger 3       | 1 episodio                 |
| 2016      | GruntSlingers             | Bridgette         | Telefilme                  |
| 2017      | The Killing Pact          | Melanie           | Telefilme                  |
| 2017      | Extinct                   | Rowyn             | 1 episodio                 |
| 2018      | Devil's Got My Back       | Ryan              | Telefilme                  |
| 2018      | My Christmas Inn          | Beth              | Telefilme                  |
| 2018      | Christmas Wonderland      | Erica Sampson     | Telefilme                  |
| 2018-2019 | We're Alive: Frontier     | Lucky Jenny       | 22 episodios, protagonista |
| 2019      | Her Deadly Reflections    | Allison           | Telefilme                  |
| 2019      | Gone Hollywood            | Lisa Eichhorn     | Telefilme                  |
| 2021      | Love, Lost & Found        | Natalie Pritchard | Telefilme                  |

### Cortometrajes
- (2013) Chronologic
- (2014) Wildlife
- (2015) Be My Frankenstein
- (2015) He Knows My Name
- (2016) Lunchtime Battle: A Mobile Strike Story